# Maurycy Kraiński
Maurycy Eustachy Walenty Kraiński, herbu Jelita (ur. 24 września 1804 w Hermanowicach, zm. 6 stycznia 1885 w Wyszatycach) – ziemianin i konserwatywny polityk galicyjski, wicemarszałek Wydziału Krajowego.

## Życiorys
Ukończył gimnazjum a następnie studia prawnicze w Theresianum w Wiedniu. W latach 1826–1831 pracował jako urzędnik w Gubernium Lwowskim. Uczestnik powstania listopadowego. Początkowo służył w korpusie  gen. Józefa Dwernickiego. Po jego kapitulacji pod Lulińcami przedostał się do Stopnicy, gdzie wstąpił do Legii Nadwiślańskiej. Służbę ukończył w stopniu podporucznika. 
Ziemianin, początkowo dzierżawca dóbr Błażowa (1831-1837), następnie właściciel  majątków: Hermanowice (1837-1866), Jaksmanice, Witoszyńce, Boratyn (1882-1885), Wyszatyce (1842-1885). Od 1843 należał do Galicyjskiego Towarzystwa Kredytowego Ziemskiego, gdzie był zastępcą dyrektora (1843) oraz prezesem rady nadzorczej (1868, 1875-1876). W 1844 przebywał z granicą w Niemczech i Francji. Członek założyciel (3 lipca 1845) i działacz Galicyjskiego Towarzystwa Gospodarskiego, członek jego Komitetu (31 stycznia 1846 - 17 lutego 1857). Autor memoriału GTG do rządu postulującego konieczność pomocy państwa dla rolnictwa galicyjskiego (1855).
Aktywny politycznie,  związany z konserwatywnym obozem organiczników kierowanym przez Leona Ludwika Sapiehę, Członek Galicyjskich Stanów, w latach 1842-1848 deputat do Wydziału Stanowego. Zajmował się głównie sprawami katastralnymi oraz szkolnictwem rolniczym. W r. 1846 wraz z Agenorem Gołuchowskim został członkiem komisji gubernialnej która miała się zająć sprawą zniesienia pańszczyzny, w której przedstawili korzystny dla ziemian projekt przewidujący całkowite zniesienie pańszczyzny za odszkodowaniem. Stanowisko to podtrzymywał konsekwentnie w następnych latach (1847-1850), przedstawiając je w kolejnych memoriałach Wydziału Stanowego do rządu. W okresie Wiosny Ludów członek konserwatywnego Towarzystwa Ziemiańskiego. W marcu 1848 złożył mandat do Sejmu Stanowego. W końcu maja 1848 uczestnik Zjazdu Słowiańskiego w Pradze, był wówczas zwolennikiem równouprawnienia Polaków i Ukraińców w Galicji. Po stłumieniu Wiosny Ludów w listopadzie 1848 ponownie był członkiem Wydziału Stanowego. Swoje poglądy na temat reformy rolnej wyłożył w memoriale Uwagi Maurycego Kraińskiego w sprawie serwitutów w Galicji w odpowiedzi na pytania ministra Bacha (1850). Atakowany był wówczas przez demokratów za chęć powrotu do pańszczyzny. Wraz z Leonem Sapiehą zabiegał o budowę linii kolejowej z Krakowa do Lwowa. Od 1855 członek rady nadzorczej Kolei Karola Ludwika. Był także członkiem wydziału, a następnie kuratorem Kasy Oszczędności we Lwowie (1854-1869).
Był posłem Sejmu Krajowego I kadencji (15 kwietnia 1861 - 31 grudnia 1866), II kadencji (18 lutego 1867 - 13 listopada 1869) i III kadencji (20 sierpnia 1870 - 26 kwietnia 1876). Wybierany w kurii I (wielkiej własności) w obwodzie wyborczym nr 3 (przemyskim). W I. 1861-1876 nie był w sejmie związany z żadnym ze stronnictw, ale reprezentował poglądy konserwatywne i prawicowe. Pracował głównie w komisjach: propinacyjnej, administracyjnej (której był prezesem) i funduszowej, a jego wystąpienia w Izbie dotyczyły spraw podatkowych, budżetu krajowego, Rady Szkolnej, oraz rozwoju komunikacji. Był także od 1876 wiceprezesem Wydziału Krajowego. Będąc liderem konserwatywnego ziemiaństwa oraz ze względu swą wiedzę zajmował szczególne miejsce zarówno w Sejmie, gdzie określano go mianem "nestora" i uważano za chodzącą encyklopedię Galicji. Poseł do austriackiej Rady Państwa II kadencji (14 grudnia 1869 - 31 marca 1870) wybrany przez Sejm z kurii I. W Izbie nie występował solidarnie z Kołem Polskim w Wiedniu. Mandat złożył wraz 30 posłami galicyjskimi na znak protestu z powodu faworyzowania Niemców i odrzuceniu rezolucji galicyjskiej.  
Kazimierz Chłędowski tak scharakteryzował jego postać Maurycy Kraiński (...) nie należał do żadnego stronnictwa, ale sam przez się miał stanowisko bardzo silne i poważne, bo był najstarszym członkiem Wydziału Krajowego i należał jeszcze do dawnego Wydziału Stanowego, korporacji niby to autonomicznej wybieranej przez sejm galicyjski, za czasów autokratycznych prawie nigdy nie zwoływanej. Pan Maurycy znał wybornie historię każdej ważniejszej sprawy krajowej i był niejako encyklopedią interesów cały kraj obchodzących. Zresztą człowiek chłodny i niedowierzający, trudny do zawiązania ściślejszych stosunków, robił w sejmie, co uważał za pożyteczne, i na nikogo się nie oglądał. 
Pod koniec życia, w latach 1876-1885 mieszkał w Wiedniu, gdzie był członkiem Najwyższego Trybunału Państwowego.

## Odznaczony
Odznaczony orderem Leopolda i orderem Żelaznej Korony.

## Rodzina i życie prywatne
Urodził się w rodzinie ziemiańskiej, syn Mateusza Józefa (1763-1813) i Teresy z Wisłockich (1770-1833). Miał rodzeństwo: trzech braci: Władysława Wojciecha (1797-1840), Eugeniusza Feliksa i Maurycego oraz siedem sióstr: Eufemię (1800-1869) żonę Marcina Smarzewskiego i matkę Seweryna Smarzewskiego, Zofię (1800-1837), żonę Stanisława Konopki, Różę (1800-1876), żonę Anastazego Kozłowskiego, Gabrielę (ur. 1800), żonę Feliksa Ślubicz-Załęskiego, Anielę, żonę Antoniego Jaruntowskiego, Karolinę, żonę Jana Jaruntowskiego.